# Автоматична міжпланетна станція

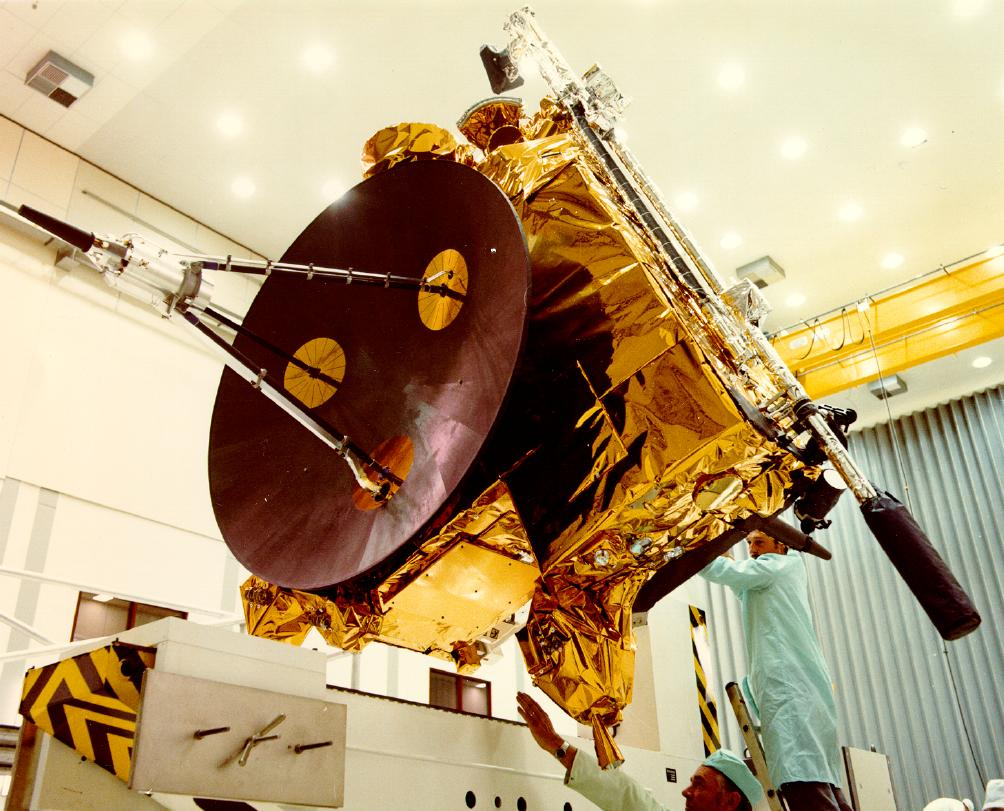
Космічний зонд «Улісс»

Космічний зонд — безпілотний космічний літальний апарат, оснащений складним комплексом радіотехнічної, фототелевізійної та наукової апаратури, спеціальною системою орієнтації, пристроями програмного управління роботою бортової апаратури, системою автоматичного регулювання теплового режиму всередині станції та джерелами енергоживлення, який використовується для дослідження космічного простору, планет або Сонця.
До 2010 року людство направило в космос, до інших планет, близько 200 космічних зондів.

## Історія

### Луна-3
4 жовтня 1959 року в Радянському Союзі було проведено третій успішний запуск космічної ракети місячної програми і першого автоматичного міжпланетного космічного зонда — «Луна-3». Метою його запуску було розв'язання ряду проблем по дослідженню космічного простору. Найважливішого з них було одержання 7 жовтня 1959 року фотографічного зображення поверхні Місяця. Особливий науковий інтерес являло одержання фотографії тієї частини поверхні, яка внаслідок особливостей руху Місяця зовсім недоступна для земних спостерігачів, а також частини поверхні, яку видно з Землі під такими малими кутами, що вона не може бути достовірно вивчена.
Космічний зонд складався з: корпусу, двигуна системи орієнтації, ілюмінатора та фотографічних апаратів, сонячного давача, секції сонячної батареї, жалюзі системи терморегулювання, теплових екранів, антен, наукових приладів.
Для детального вивчення космічного простору і одержання фотографічного зображення Місяця була створено космічний зонд, який з допомогою багатоступінчастої ракети був виведений на орбіту, що огинала Місяць. В точній відповідності з розрахунком космічний зонд пройшов на відстані кількох тисяч кілометрів від Місяця і внаслідок його притягання змінив напрям руху, що дало змогу одержати траєкторію польоту, зручну як для фотографування невидимого з Землі боку Місяця, так і для передачі на Землю одержаної наукової інформації.
Наукові дослідження, проведені з допомогою космічного зонда, дали змогу одержати значну кількість матеріалів. Уперше в історії вдалося заглянути на ту частину поверхні Місяця, якої ніколи не спостерігали з Землі.

## Серії космічних зондів
Найвідомішими космічними зондами є апарати серій: «Вояджер», «Венера», «Луна», «Марінер», «Піонер», «Вікінг», «Галілео», «Вега».